# Patron (perro)
Patron, en ucraniano: Патрон, pronunciado [pɐˈtrɔn], literalmente «cartucho», nacido el 20 de julio de 2019, es un perro artificiero y mascota del Servicio Estatal de Emergencias de Ucrania. Es un Jack Russell terrier.
Patron saltó a la fama por primera vez durante la invasión rusa de Ucrania en 2022, durante la cual el presidente ucraniano Volodímir Zelenski le otorgó la Orden al Valor por su trabajo en la localización y desactivación de artefactos explosivos sin detonar dejados por las tropas rusas. A 8 de mayo de 2022, Patron había encontrado 236 dispositivos de este tipo.

## Vida
Patron nació el 20 de julio de 2019. Fue comprado cuando era un cachorro por Mijailo «Misha» Iliev (nacido c. 1990), un técnico en desactivación de bombas del Servicio Estatal de Emergencia de Ucrania. Iliev, que más tarde se convirtió en el adiestrador exclusivo de Patron, originalmente tenía la intención de regalar el cachorro a su hijo como mascota, pero pronto comenzó a entrenar a Patron como un perro de detección.
Después de que Rusia invadiera Ucrania el 24 de febrero de 2022, Patron e Iliev comenzaron a trabajar para neutralizar las bombas rusas sin explotar y las minas terrestres en Chernígov, la ciudad natal de Iliev y sus alrededores. Patron se convirtió en una celebridad después de que el Servicio de Emergencia del Estado publicara un video en Facebook el 19 de marzo de 2022. El video, en el que se puede ver a Patron olfateando escombros y sentado en el regazo de Iliev mientras usa un pequeño chaleco antibalas personalizado con su nombre en letras cirílicas, se volvió viral y obtuvo más de 267 000 visitas y 16 000 reacciones. El mismo día, el Centro de Comunicaciones Estratégicas y Seguridad de la Información del Ministerio de Cultura y Política de Información de Ucrania volvió a publicar el video en Twitter, que obtuvo más de 877 000 visitas, 27 000 «Me gusta» y 6500 retuits (todas las cifras a 19 de julio de 2022).

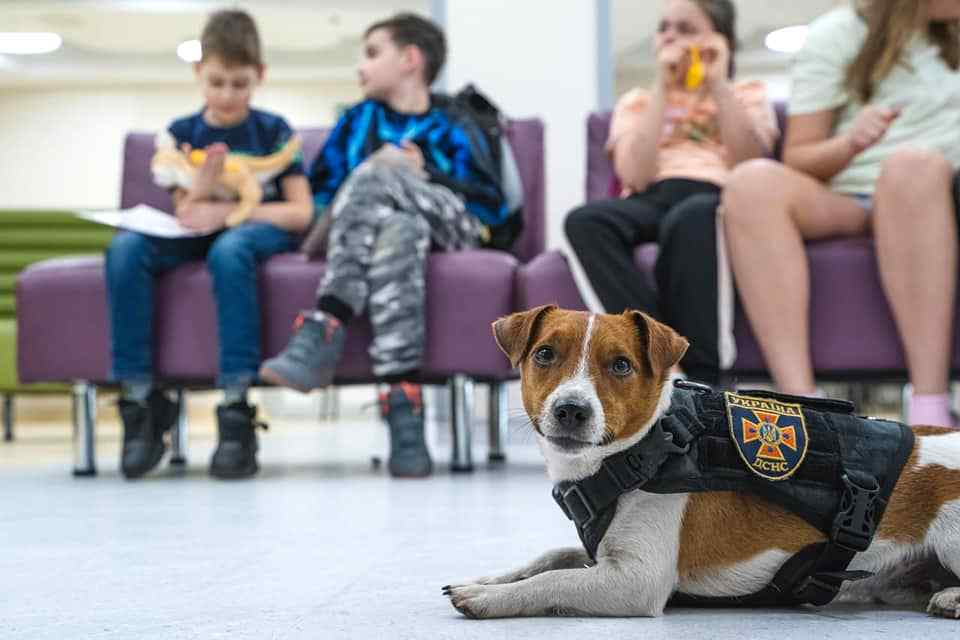
Patrono en el Hospital de Niños de Ojmatdit, abril de 2022

Patron también participa activamente en obras de caridad, visitando pacientes en el hospital infantil de Ojmatdit, en Kiev. Debido a su fama viral, trabajo peligroso y apariciones benéficas, Patron ha sido descrito como un «arma inesperada en las redes sociales» para Ucrania. El 1 de septiembre de 2022, Ukrposhta comenzó a vender sellos benéficos de Patron para recaudar fondos para un vehículo de desminado y refugios para animales. Se observa que el crecimiento de la popularidad de Patron puede ser parte de la estrategia de información ucraniana durante la invasión rusa (y de la propaganda ucraniana en general), incluido el uso de videos virales con historias dramáticas para formar la narrativa deseada sobre la guerra, y su premio ayudaron a atraer más atención al problema de la limpieza de explosivos y minas de tierra de Ucrania.
El 5 de mayo de 2022, el Ministro del Interior, Denís Monastirski, anunció la creación del Centro de Coordinación Internacional para el Desminado Humanitario, con Patron como mascota. Cuatro días después, el presidente ucraniano, Volodímir Zelenski, acompañado por el primer ministro canadiense, Justin Trudeau, honraron conjuntamente a Patron e Iliev con la Orden al Valor, de tercera clase, agradeciéndoles su servicio a Ucrania.
El 27 de mayo de 2022, Patron recibió el premio Palm Dog por «DogManitarian Work» [trabajos perromanitarios] en el Festival de Cine de Cannes de 2022.
UNICEF firmó un memorando de entendimiento con los representantes de Patron, reconociendo a Patron como «Goodwill AmbassaDOG» [embajacán de buena voluntad] en Ucrania, el 20 de noviembre de 2022, con motivo del Día Mundial del Niño.
En enero de 2023, se abrió un canal de Patron en YouTube con un Patron animado como protagonista. Las caricaturas, con subtítulos en inglés y polaco, fueron producidas con el apoyo de USAID y en alianza con UNICEF.